# Rundforbi Stadion
Il Rundforbi Stadion è uno stadio utilizzato per l'atletica leggera, il calcio e il football americano. È utilizzato per gli incontri casalinghi dai Søllerød Gold Diggers. Dal 2006 è rivestito in erba sintetica.

## Football americano
Al Rundforbi Stadion sono stati giocati alcuni incontri internazionali di football americano.

### EFAF Cup

#### Edizione 2011
| Nærum 9 aprile 2011, ore 15:00 | Søllerød Gold Diggers | 40 – 16 | Cougars de Saint-Ouen-l'Aumône | Rundforbi Stadion |

#### Edizione 2012
| Nærum 22 aprile 2012, ore 13:00 2ª giornata | Søllerød Gold Diggers | 58 – 7 (20-0 28-7 7-0 3-0) referto     | Giants Wrocław | Rundforbi Stadion |
| Pedersen Q1 ( TD ) 2yd run ? Q1 ( pat ) Cimadon Q1 ( TD ) run ? Q1 ( pat ) Bakbøl Q1 ( TD ) pass from Cimadon Pedersen Q2 ( TD ) 13yd run ? Q2 ( pat ) Simonsen Q2 ( TD ) 6yd run ? Q2 ( pat ) Hejndorf Q2 ( TD ) 70yd interception return ? Q2 ( pat ) Simonsen Q2 ( TD ) pass from Cimadon ? Q2 ( pat ) Hansen Q3 ( TD ) pass ? Q3 ( pat ) Fromberg Q4 ( FG ) 37yd Marcatori ? Q2 ( TD ) pass from Bedwell ? Q2 ( pat ) |                       |                                        |                |                   |
| |                       |                                        |                |                   |
| Pedersen Q1 (TD) 2yd run ? Q1 (pat) Cimadon Q1 (TD) run ? Q1 (pat) Bakbøl Q1 (TD) pass from Cimadon Pedersen Q2 (TD) 13yd run ? Q2 (pat) Simonsen Q2 (TD) 6yd run ? Q2 (pat) Hejndorf Q2 (TD) 70yd interception return ? Q2 (pat) Simonsen Q2 (TD) pass from Cimadon ? Q2 (pat) Hansen Q3 (TD) pass ? Q3 (pat) Fromberg Q4 (FG) 37yd                                                                                      | Marcatori             | ? Q2 (TD) pass from Bedwell ? Q2 (pat) |                |                   |

| Nærum 16 giugno 2012, ore 15:00 CEST Semifinale | Søllerød Gold Diggers | 42 – 41 (d.t.s.) (21-14 7-0 0-7 7-14 7-6) referto | Spartiates d'Amiens | Rundforbi Stadion |
| Cimadon Q1 ( TD ) 3yd run ? Q1 ( pat ) Bakbøl Q1 ( TD ) 55yd pass ? Q1 ( pat ) Simonsen Q1 ( TD ) ? Q1 ( pat ) Simonsen Q2 ( TD ) ? Q2 ( pat ) Hejndorf Q4 ( TD ) fumble recovery in endzone ? Q4 ( pat ) Bakbøl OT1 ( TD ) 55yd pass from Cimadon Fromberg OT1 ( pat ) Marcatori ? Q1 ( TD ) pass from Durand Couvin Q1 ( TD ) 50yd pass ? Q1 ( tpc ) Durand Q3 ( TD ) 45yd run ? Q3 ( pat ) Couvin Q3 ( TD ) pass from Durand ? Q3 ( pat ) ? Q4 ( TD ) 15yd pass from Durand ? Q4 ( pat ) ? OT1 ( TD ) 8yd pass from Durand |                       | |                     |                   |
| |                       | |                     |                   |
| Cimadon Q1 (TD) 3yd run ? Q1 (pat) Bakbøl Q1 (TD) 55yd pass ? Q1 (pat) Simonsen Q1 (TD) ? Q1 (pat) Simonsen Q2 (TD) ? Q2 (pat) Hejndorf Q4 (TD) fumble recovery in endzone ? Q4 (pat) Bakbøl OT1 (TD) 55yd pass from Cimadon Fromberg OT1 (pat) | Marcatori             | ? Q1 (TD) pass from Durand Couvin Q1 (TD) 50yd pass ? Q1 (tpc) Durand Q3 (TD) 45yd run ? Q3 (pat) Couvin Q3 (TD) pass from Durand ? Q3 (pat) ? Q4 (TD) 15yd pass from Durand ? Q4 (pat) ? OT1 (TD) 8yd pass from Durand |                     |                   |

### EFL

#### Edizione 2013
| Nærum 13 aprile 2013, ore 15:00 | Søllerød Gold Diggers | 44 – 49 | Helsinki Roosters | Rundforbi Stadion |